# VEvývoji
Hudební skupina VEvývoji! vznikla na počátku roku 2009 v Mladé Boleslavi. Původní sestavu tvořili tři členové, mezi nimiž nechyběli Jan Černý (baskytara, zpěv) a Rostislav Steiner (kytara, zpěv). Třetím členem, který kapelu v roce 2010 opustil, byl bubeník Boris Ha. V roce 2010 též do kapely přibývají muzikanti různých věků, pohlaví a zaměření. Převážně se však jedná o obohacení nově vzniklé dechové sekce (saxofon, trumpeta, pozoun). V dubnu roku 2014 se kapela ukládá k dlouhému spánku, který končí probuzením v dubnu roku 2017. Kapela vydává nové EP v čele se singlem "Rozbijem rock'n'roll" a chystá se na dlouhé turné po českých festivalech zakončené až v Maďarsku. 

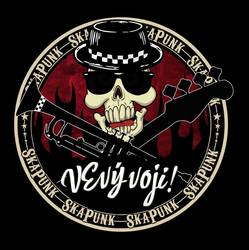
Logo hudební skupiny VEvývoji!

První oficiální demo VEvývoji! vzniklo v roce 2009 a následovala první oficiální deska „Přirozený vývoj“ (2011) a „Vývoj nezastavíš“ (2012). Kapela má za sebou vystupování na mnoha věhlasných akcích, z nichž můžeme uvést třeba festival Pod Parou, nespočet klubových koncertů a letních open air festivalů. Za uplynulá léta se může pochlubit četnými vystoupeními po boku kapel jako je Tleskač, Sto zvířat, Fast Food Orchestra, Xindl X, Discoballs, Houba, ale i legend typu Citron, Zona A, The Fialky a dalších.

## Sestava po návratu v roce 2017
- Rostislav Steiner (kytara, zpěv)
- Jan Černý (baskytara, zpěv)
- Jan „Pardál“  Mastný (bicí)
- Kristina G. Paulu (trumpeta)
- Tomáš Nosek (tenorsaxofon)
- Robert Köhler (pozoun)
- Miroslav Merc (trumpeta)

Diskografie:
- Demo (2009)
- CD Přirozený Vývoj (2010)
- Singl Okno do sebe (2011)
- CD Vývoj Nezastavíš (2012)
- double-single Veselé Vánoce (2013)
- EP SKA-PUNK'n'GO (2017)

Tvorba kapely se již od počátků zabývá různými větvemi hudebního žánru SKA, který obohacuje prvky punku a rockandrollu. Největší vlivy na kapelu pramení z hudební tvorby kapel Streetlight Manifesto, Reel Big Fish a dalších. Kapela svůj žánr představuje jako ska punk.